# 托馬斯·科斯基
托馬斯·科斯基（1986年3月11日—）是一位斯洛伐克足球運動員。在場上的位置是守門員。他現在效力於希臘足球超級聯賽球隊阿斯特拉斯特里波利斯。他也代表斯洛伐克國家足球隊參賽。